# Andrzej Ślebarski
Andrzej Ślebarski (ur. 28 sierpnia 1950 w Katowicach) – polski fizyk.

## Biografia
Andrzej Ślebarski urodził się w Katowicach 28 sierpnia 1950 roku, w rodzinie Władysława i Zofii. Wczesne lata spędził w Komorowicach, dzielnicy Bielska-Białej. W 1968 roku zdał maturę w II Liceum Ogólnokształcącym im. Adama Asnyka w Bielsku-Białej. W 1973 roku ukończył studia z fizyki na Uniwersytecie Śląskim w Katowicach. Pracę doktorską napisał pod kierunkiem prof. Augusta Chełkowskiego, broniąc ją w 1978 roku. Stopień doktora habilitowanego uzyskał w Instytucie Niskich Temperatur i Badań Strukturalnych PAN we Wrocławiu w 1988 roku. Tytuł naukowy profesora otrzymał w 1994 roku.
Prof. Ślebarski jest autorem ok. 230 prac i artykułów naukowych opublikowanych m. inn. w takich czasopismach jak "Physical Review B", "Physical Review Letters", "New Journal of Physics", "Journal of Physics: Condensed Matter". Jest członkiem rzeczywistym Institute of Physics (Wielka Brytania), American Physical Society i Polskiego Towarzystwa Fizycznego. Prowadził badania dotyczące nadprzewodnictwa, oraz własności magnetycznych, transportu elektronowego i wyznaczania struktury elektronowej układów z silnie skorelowanymi elektronami. Dwukrotnie otrzymał nagrodę Polskiej Akademii Nauk, w 1982 oraz w 1990. Był dwukrotnie wyróżniony nagrodą Ministra Nauki, Szkolnictwa Wyższego i Techniki w 1979 i 1983 roku a w 2020 otrzymał nagrodę Ministra Nauki i Szkolnictwa Wyższego za osiągnięcia naukowe. Stypendysta Fulbrighta oraz trzykrotny stypendysta Fundacji Kościuszkowskiej, stypendysta DAAD (1994, 2002). Kontynuował swoje prace eksperymentalne na Uniwersytecie Kalifornijskim w San Diego (łącznie 3 lata) oraz na Uniwersytetach w Kolonii, Osnabrueck i w Karlsruhe (łącznie 5 lat).  W latach 2012-2020 był zastępcą Przewodniczącego Komitetu Fizyki PAN, a w 2023 został wybrany do Rady Doskonałości Naukowej (Zespół VI, Nauki Ścisłe i Przyrodnicze). Związany ze środowiskiem katowickiego Klubu Inteligencji Katolickiej (członek honorowy), został  w 2017 roku nagrodzony przez metropolitę katowickiego abpa Wiktora Skworca, otrzymując Medal „Pro Christi Regno”.